# Liste des maires d'Évreux
Cet article dresse une liste par ordre de mandat des maires d'Évreux.

## Liste deséchevins
Les échevins sont les «maires» non élus d'avant la Révolution française. On les compte à partir de la conquête de Rollon.
Consulter aussi liste de comtes d'Évreux et Histoire civile et ecclésiastique du comté d'Évreux

| Périodes                          | identité                                      | étiquette | qualité                                                                         |
| --------------------------------- | --------------------------------------------- | --------- | ------------------------------------------------------------------------------- |
| De 987 à 1037                     | Robert le Danois                              |           | comte d'Évreux                                                                  |
| De 1037 à 1067                    | Richard d'Évreux                              |           | 2e comte d'Évreux                                                               |
| Élu en 1067                       | Guillaume d'Évreux                            |           | 3e comte d'Évreux                                                               |
| Élu en 1118                       | Amaury III de Montfort                        |           | comte d'Évreux                                                                  |
| De 1137 à 1140                    | Amaury IV de Montfort                         |           | comte d'Évreux                                                                  |
| De 1140 à 1181                    | Simon III de Montfort                         |           | comte d'Évreux                                                                  |
| De 1181 à 1182                    | Amaury V de Montfort-Évreux                   |           | comte d'Évreux                                                                  |
| De 1182 à 1195                    | Amaury VI de Montfort-Évreux                  |           | comte d'Évreux                                                                  |
|                                   | Philippe V le Long                            |           | Roi de France                                                                   |
| De 1298 à 1319                    | Louis d'Évreux                                |           | 10e comte d'Évreux                                                              |
| De 1319 à 1343                    | Philippe III de Navarre                       |           | 11e comte d'Évreux                                                              |
| De 1343 à 1356                    | Charles le Mauvais                            |           | 12e comte d'Évreux - roi de Navarre                                             |
| De 1343 à 1356                    | Oudart de Montigny                            |           | Affidé de Jean II le Bon                                                        |
| de 1387 à 1404                    | Charles III de Navarre                        |           | 13e comte d'Évreux                                                              |
| De 1427 à 1429                    | John Stuart de Darnley                        |           | Comte d'Évreux                                                                  |
| De 1429 à 1569                    | ?                                             |           |                                                                                 |
| De 1569 à 1584                    | François Stuart                               |           | Guerres de Religion (France)                                                    |
| De 1646 à 1651                    | Mathurin Le Cousturier                        |           |                                                                                 |
| 1651                              | de La Poterie                                 |           | Maire (meurt le 17 décembre 1651)                                               |
| 17 janvier 1652                   | Jacques Cossard                               |           | Maire perpétuel                                                                 |
| De 1653 à 1662                    | Pierre Martel                                 |           | Seigneur de Chambines et Hécourt                                                |
| De 1664 à 1706                    | Pierre de Langlade                            |           | seigneur de Sireuil et Sassey                                                   |
| De 1704 à 1721                    | Bernard Lefebvre                              |           |                                                                                 |
| De 1721 à 1730                    | Emmanuel-Théodose de La Tour d'Auvergne       |           | Comte d'Évreux                                                                  |
| De 1730 à 1767                    | Charles-Godefroy de La Tour d'Auvergne        |           | Comte d'Évreux                                                                  |
| De 1767 à 1770                    | Bosguérard de Garembourg                      |           | Lieutenant général du bailliage, siège présidial                                |
| De 1770 à 1770                    | François Antoine Lartois                      |           | seigneur et patron de Saint-Luc                                                 |
| de 1771 à 1782                    | Godefroy de La Tour d'Auvergne                |           | Comte d'Évreux                                                                  |
| 9 juin 1782                       | Martel                                        |           |                                                                                 |
| Du 9 mars 1785 au 14 février 1790 | Charles Alexandre François Engren de La Motte |           | conseiller du roi, lieutenant particulier civil du bailliage et siège présidial |

## Liste des maires

### XVIIIesiècle
| Période                               | Période         | Identité                                | Étiquette | Qualité                       |
| ------------------------------------- | --------------- | --------------------------------------- | --------- | ----------------------------- |
| 14 février 1790                       | 6 novembre 1790 | Jérôme Le Tellier                       |           | apothicaire                   |
| 21 novembre 1790                      | 6 décembre 1792 | Jacques Duvaucel de l'Isle              |           | ancien capitaine de cavalerie |
| 23 décembre 1792                      | 1793            | Michel François Robert Écalard-Chaumont |           |                               |
| 6 frimaire an II (26 novembre 1793)   | 1795            | Leroi dit Brise-Orgueil                 |           | médecin des hospices          |
| 11 germinal an III (31 mars 1795)     | 1795            | Charles Duvaucel                        |           | astronome                     |
| 20 brumaire an IV (11 novembre 1795)  | 1797            | Louis Granger                           |           |                               |
| 12 vendémiaire an VI (3 octobre 1797) |                 | Joseph Legrand                          |           |                               |
| 1798                                  | 1799            | Gaston Aubé                             |           |                               |
| 2 floréal an VII (21 avril 1799)      | 1800            | François Chrétien                       |           |                               |

### XIXesiècle
| Période                                  | Période      | Identité                                      | Étiquette           | Qualité                                                                         |
| ---------------------------------------- | ------------ | --------------------------------------------- | ------------------- | ------------------------------------------------------------------------------- |
| 1800                                     | † 1812       | Michel-Guillaume Dureau de La Buffardière     | Nommé               | Jean-Louis Buzot-Dubourg, premier adjoint, maire par intérim au décès de Dureau |
| 6 juin 1813                              | 1815         | François Cyprien Lieudé, baron de Sepmanville |                     | contre-amiral                                                                   |
| 1815                                     |              | Jean-Louis Buzot-Dubourg                      |                     | Premier adjoint, maire par intérim                                              |
| 1815                                     | 1816         | François Cyprien Lieudé, baron de Sepmanville |                     | contre-amiral - démission pour cause de maladie                                 |
| 11 février 1816                          | 1820         | Alexandre Antoine Du Meilet                   |                     | député                                                                          |
| 1820                                     | 1824         | Hector-Pierre de Barrey des Authieux          |                     | chevalier de Saint-Louis                                                        |
| 1824                                     | 1830         | Albert Godefroy Delangle                      |                     |                                                                                 |
| 1830                                     | †1833        | Alexandre Antoine Du Meilet                   |                     | député                                                                          |
| 1833                                     | 1848         | Pierre-Nicolas L'Hopital                      |                     | Conseiller général Père de Georges L'Hopital Beau-fils d'Alexandre Du Meilet    |
| Les données manquantes sont à compléter. |              |                                               |                     |                                                                                 |
| 1852                                     | 1865         | Pierre Amédée Deschamps                       |                     | chevalier de la Légion d'honneur                                                |
| 1865                                     | 1870         | Nicolas-François Huet                         |                     | magistrat, conseiller général                                                   |
| 1870                                     | 1873         | Jean-Louis Lepouzé                            | Républicain         | Député                                                                          |
| 1873                                     | 1874         | Pierre Amédée Deschamps                       |                     |                                                                                 |
| 1874                                     | 1874         | Séraphin Cauët                                |                     | avocat, bâtonnier                                                               |
| 1877                                     | août 1877    | Jean-Louis Lepouzé                            | Républicain         | Député, maire destitué                                                          |
| août 1877                                | 21 août 1877 | Charles Adrien Corbeau,                       | Républicain         | enseignant, conseiller général, premier adjoint                                 |
| fin 1877                                 | 1882         | Jean-Louis Lepouzé                            | Républicain         | Député                                                                          |
| 1882                                     | 1883         | Charles Adrien Corbeau                        | Républicain         | enseignant, conseiller général                                                  |
| 1883                                     | 1896         | Henry Ducy                                    |                     | avocat, chevalier de la Légion d'honneur (1893)                                 |
| 1896                                     | 1898         | Anatole Guindey                               | Républicain         | Médecin Sénateur (1891-1898)                                                    |
| 1899                                     | 1903         | Édouard Ferray                                | Républicain radical | Pharmacien Spéléologue Conseiller général                                       |

### XXesiècle
| Liste des maires d'Évreux | Liste des maires d'Évreux | Liste des maires d'Évreux | Liste des maires d'Évreux | Liste des maires d'Évreux                           | Liste des maires d'Évreux                                                                           |
| Année                     | Année                     | Maire                     | Parti                     | Autres mandats                                      | Notes                                                                                               |
| ------------------------- | ------------------------- | ------------------------- | ------------------------- | --------------------------------------------------- | --------------------------------------------------------------------------------------------------- |
|                           | 1904-1936                 | Léon Oursel               | Rad. puis PRS             | Conseiller général (1904-1936)                      | Médecin, officier de la Légion d'honneur. Décède en cours de mandat.                                |
|                           | 1936-1940                 | Georges Chauvin           | Parti radical             | Député (1928-1936)                                  | Élu par le conseil municipal à la suite du décès de Léon Oursel puis révoqué par le régime de Vichy |
|                           | 1940-1944                 | Raymond Thierry           |                           | Nommé conseiller départemental en 1943              | Nommé par le régime de Vichy                                                                        |
|                           | 1944-1945                 | Georges Bernard           | Gaulliste                 |                                                     | Nommé à la Libération                                                                               |
|                           | 1945-1947                 | Georges Chauvin           | Parti radical             | Député (1945-1946) Sénateur (1946-1948)             | |
|                           | 1947-1953                 | Georges Bernard           | RPF                       | Sénateur (1948-1957) Conseiller général (1945-1957) | |
|                           | 1953-1971                 | Armand Mandle             | DVG                       |                                                     | |
|                           | 1971-1977                 | Augustin Azémia           | PS                        | Conseiller général                                  | |
|                           | 1977-2001                 | Rolland Plaisance         | PCF                       | Conseiller général (1976-2001)                      | |

### XXIesiècle
| Liste des maires d'Évreux | Liste des maires d'Évreux | Liste des maires d'Évreux | Liste des maires d'Évreux | Liste des maires d'Évreux                                         | Liste des maires d'Évreux                                                   |
| Année                     | Année                     | Maire                     | Parti                     | Autres mandats                                                    | Notes                                                                       |
| ------------------------- | ------------------------- | ------------------------- | ------------------------- | ----------------------------------------------------------------- | --------------------------------------------------------------------------- |
|                           | 2001-2007                 | Jean-Louis Debré          | UMP                       | Député (1986-2007) Président de l'Assemblée nationale (2002-2007) | Démissionne à la suite de sa nomination au Conseil constitutionnel          |
|                           | 2007-2008                 | Jean-Pierre Nicolas       | UMP                       | Député (2002-2012)                                                | Élu par le conseil municipal à la suite de la démission de Jean-Louis Debré |
|                           | 2008-2014                 | Michel Champredon         | PRG                       | Conseiller général (2001-2014)                                    |                                                                             |
|                           | Depuis 2014               | Guy Lefrand               | UMP puis LR               | Vice-président du Conseil régional de Normandie (depuis 2016),    | Réélu en 2020                                                               |